# Clemensia abnormis
Clemensia abnormis är en fjärilsart som beskrevs av William Schaus 1905. Clemensia abnormis ingår i släktet Clemensia och familjen björnspinnare. Inga underarter finns listade i Catalogue of Life.